# Crimen perfecto - Finché morte non li separi
Crimen perfecto - Finché morte non li separi (Crimen ferpecto) è un film del 2004 diretto da Álex de la Iglesia.

## Trama
Rafael González, ambizioso ed irriducibile donnaiolo, lavora nel reparto di abbigliamento femminile dello Yeyo, un importante grande magazzino madrileno. Disinvoltamente amorale, l'uomo persegue gli obiettivi del successo, dell'eleganza e del sesso, e detesta la bruttezza e la tranquillità della vita familiare, che gli appaiono segni di mediocrità. Persa la promozione a cui ambiva da una vita, assegnata al suo collega Antonio (che lo umilia e lo degrada), durante un litigio in un camerino Rafael uccide, seppur casualmente, il rivale e ne prende il posto di responsabile di piano, facendola franca agli occhi della polizia e dei suoi superiori. Ma Rafael non sa che qualcuno ha assistito all'omicidio: si tratta di Lourdes, una commessa bruttina e dal pessimo carattere che, in cambio del suo silenzio sull'accaduto, e dopo aver fatto a pezzi e bruciato il corpo di Antonio in una caldaia, lo costringe a sposarla.
L'uomo, anche dopo il matrimonio, si rende conto di essere manipolato dalla donna e costretto a soddisfarne ogni voglia e desiderio. Esasperato da questa situazione, e incitato dal fantasma di Antonio, Rafael arriva all'unica soluzione che ritiene possibile: uccidere Lourdes. Intanto, l'ispettore Campoy giunge alla conclusione che Rafael e Lourdes sono colpevoli della sparizione di Antonio e, ispezionando la caldaia, trova in effetti una protesi dentaria appartenuta all'uomo. Rafael, ispirato da un film, decide di mettere in scena la propria morte per sfuggire alle grinfie di Lourdes. Quest'ultima, insospettita dal comportamento del marito, una notte lo segue di nascosto e lo vede saltare ripetutamente sul trampolino di una piscina. Entrambi vengono visti da lontano da Campoy.
Il giorno seguente, al grande magazzino, Rafael rinchiude Lourdes in un camerino, poi fa scoppiare un incendio che attiva gli spruzzatori. Quando l'uomo crede di essere rimasto solo, all'improvviso Lourdes gli piomba addosso, gli trafigge una mano con un coltello e cerca di costringerlo a continuare la relazione. Rafael si libera, e contrattacca, accusandola di averlo trasformato in un uomo mediocre, le ribadisce che è brutta e deve accettare le conseguenze che questo comporta nella società. Rafael ammette i suoi lati negativi e di non essere una brava persona, ma dichiara (e non a tutti i torti) che Lourdes è decisamente peggiore di lui: consapevole di essere poco bella, e che la società in cui vivono è opressiva e ingiusta, le hanno causato una progressiva rabbia repressa, distorcendo il suo modo di vedere la gente e ha incatenato Rafael, a lei per soddisfare tutti i suoi capricci di donna infelice. Dopo che sopraggiunge Campoy, Lourdes si divincola per liberarsi dalle manette ma colpisce Rafael, che sembra precipitare nel vuoto. In realtà quest'ultimo è caduto su un cartellone pubblicitario che aveva appositamente sistemato di traverso sulla finestra di un piano inferiore, così da rientrare nell'edificio e far perdere le proprie tracce, facendo credere a tutti di essere morto nell'incendio e facendo ipotizzare che il suo corpo sia stato interamente disintegrato dalle alte temperature provocate dalla combustione dei materiali.
Cinque anni dopo Rafael, ormai sotto una nuova identità, gestisce un piccolo negozio di cravatte che progetta di espandere. Rafael raggiunge una folla vestita da clown, scopre che Lourdes (la quale, prima di andarsene in limousine, sembra riconoscerlo e sorride beffardamente) è diventata un'icona della moda, e scambia alcune parole con il fantasma di Antonio. Il fantasma è convinto che questa moda di Lourdes, durera il tempo che deve e poi dopo tutto si calmerà e che Rafael deve concentrarsi sui suoi obbiettivi di continuare ad aprire i suoi negozi. Egli ciònonostante è felice di essere finalmente libero.

## Produzione
In un'intervista, il regista Álex de la Iglesia ha dichiarato che il titolo del film è un omaggio al film Il delitto perfetto (1954) di Alfred Hitchcock, che è una delle pellicole al quale de la Iglesia si è ispirato nel progettare l'omicidio di Lourdes insieme a Anatomia di un omicidio (1959) di Otto Preminger e Estasi di un delitto (1955) di Luis Buñuel.
Molte delle persone che nel finale appaiono vestite da clown sono veri fan del regista; lo stesso de la Iglesia, attraverso il suo sito ufficiale, diede opportunità al suo pubblico di fare un cameo nel film.

## Accoglienza

### Incassi
In Spagna il film ha incassato ai botteghini più di dieci milioni di euro.

### Critica
Il dizionario dei film Il Morandini assegna un punteggio di 2/5 al film, riportando: «Il regista gioca le sue carte sul registro del grottesco, ma nella seconda parte il film sconfina nell'orrore compiaciuto e [...] nel cattivo gusto.»; stesso punteggio gli viene assegnato dal dizionario Il Farinotti, che recita: «Un tocco di follia, [...] tanto humour nero. Questo è l'ultimo film di de la Iglesia, [...] immerso in un'intelligente leggerezza.»
Sull'aggregatore Rotten Tomatoes il film detiene una percentuale di gradimento del 85% con un voto di 7,1 su 10 sulla base di 53 recensioni professionali, e un giudizio generale che recita: «Se vi piacciono le commedie malvagie e nere come la pece, Crimen ferpecto ne offre senza batter ciglio». Su Metacritic ha ottenuto una valutazione di 68 su 100 basata su 21 recensioni professionali, corrispondente a «recensioni generalmente favorevoli».

## Riconoscimenti
- 2004 – Festival international du film de Marrakech
  - Candidatura al miglior regista ad Álex de la Iglesia
- 2005 – European Film Awards
  - Candidatura al miglior regista ad Álex de la Iglesia
  - Candidatura al Premio del pubblico al miglior regista ad Álex de la Iglesia
  - Candidatura al Premio del pubblico alla miglior attrice a Mónica Cervera
- 2005 – Festival del film poliziesco di Cognac
  - Premio della giuria
  - Premio del pubblico
- 2005 – Festival du Cinéma Espagnol de Nantes
  - Miglior attore a Guillermo Toledo
  - Premio della giuria giovane per il miglior regista ad Álex de la Iglesia
- 2005 – Unión de Actores y Actrices
  - Candidatura per la miglior attrice esordiente a Mónica Cervera
- 2005 – Fotogrammi d'argento
  - Candidatura al miglior attore a Guillermo Toledo
- 2005 – Premio Goya[6]
  - Candidatura per il miglior attore protagonista a Guillermo Toledo
  - Candidatura per il miglior attore non protagonista a Luis Varela
  - Candidatura per la migliore attrice rivelazione a Mónica Cervera
  - Candidatura per la miglior produzione a Juanma Pagazaurtundua
  - Candidatura per il miglior sonoro a Sergio Bürmann, Jaime Fernández e Charly Schmukler
  - Candidatura per i migliori effetti speciali a Juan Ramón Molina e Félix Bergés
- 2006 – Asociación de Cronistas Cinematográficos de la Argentina
  - Candidatura al miglior film ibero-americano